# Аеродром Берлин-Шенефелд
Аеродром Берлин-Шенефелд је други по значају међународни аеродром немачке престонице Берлина, смештен 18 km југоисточно од средишта града. Ово је био и главни аеродром некадашњег Источног Берлина, док је већи Аеродром Берлин-Тегел то био за Западни Берлин. Део Аеродрома Шенефелд ће бити укључен у нови главни градски аеродром, Берлин-Бранденбург, чије ће званично отварање највероватније бити 2021. године.
Шенефелдски аеродром је 2018. године кроз забележио више од 12 милиона путника. Летови се махом обављају ка највећим европским аеродромима, као и ка туристичким одредиштима. Од авио-компанија преовлађују нискотарифне, а Шенефелд је авио-чвориште за „Изиџет” и „Рајанер”.